# Głogowa (powiat kolski)
Głogowa – wieś w Polsce położona w województwie wielkopolskim, w powiecie kolskim, w gminie Kłodawa.
Wieś królewska Głogowa położona w II połowie XVI wieku w powiecie przedeckim województwa brzeskokujawskiego, należała do starostwa przedeckiego. W latach 1975–1998 miejscowość należała administracyjnie do województwa konińskiego.
Częścią wsi jest Kłodawa-Folwark.